# Église Saint-Hilaire d'Autreppes
Pour les articles homonymes, voir Église Saint-Hilaire.
L'église saint Hilaire d'Autreppes est une église fortifiée qui se dresse sur la commune d'Autreppes dans le nord du département de l'Aisne en région Hauts-de-France.
L'église fait l’objet d’une inscription au titre des monuments historiques par arrêté du 9 juillet 1987.

## Situation
L'église saint Hilaire d'Autreppes est située dans le département français de l'Aisne sur la commune d'Autreppes, sur les bords de l'Oise.

## Description
L'église Saint-Hilaire est construite en brique avec un soubassement de grès, à décor de brique vernissée, en forme de croix latine. Elle est surtout remarquable par son clocher-donjon quadrangulaire flanqué de deux tourelles circulaires, encastré dans la partie occidentale de la nef.
Au-dessus du porche, deux petites pièces de 3,50 m sur 3 m, percées de meurtrières,  avec cheminée, permettaient aux habitants de s'y réfugier et de se protéger en cas d'attaque.

Le clocher-donjon est percé sur quatre niveaux de meurtrières superposées. L'église possède des vitraux datés de 1961.

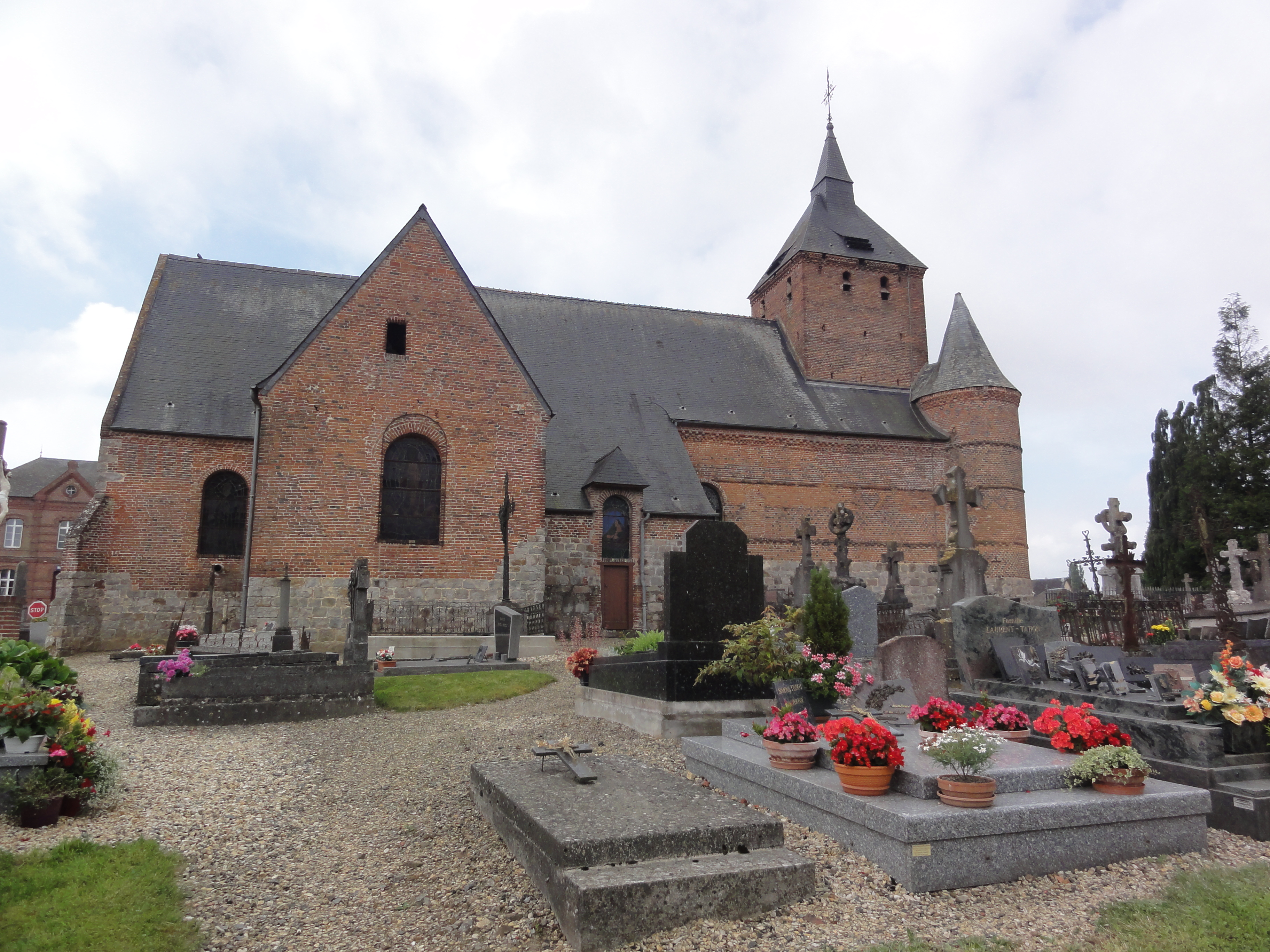
L'église vue du nord.
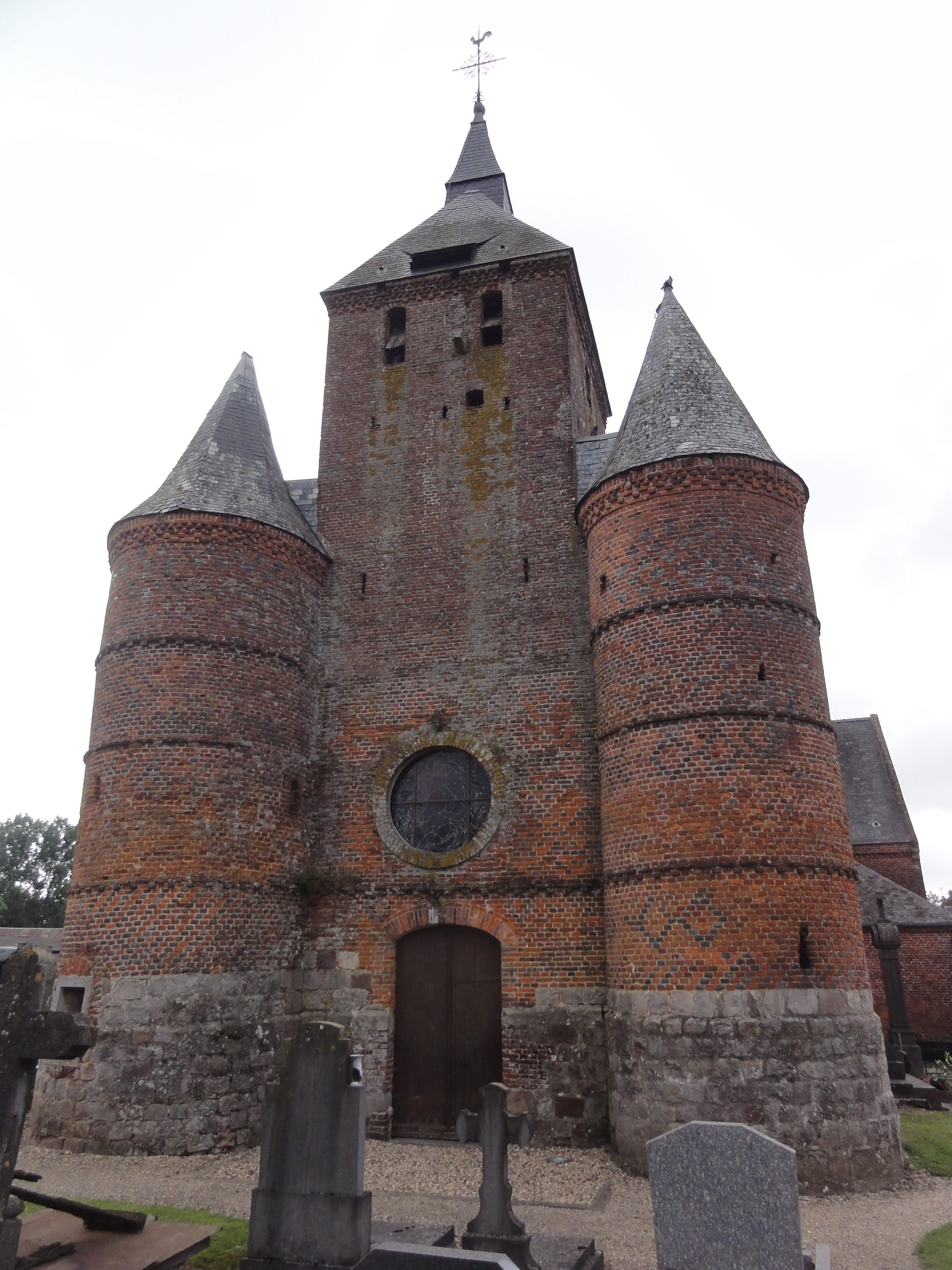
Clocher-donjon avec ses deux tours de défense.
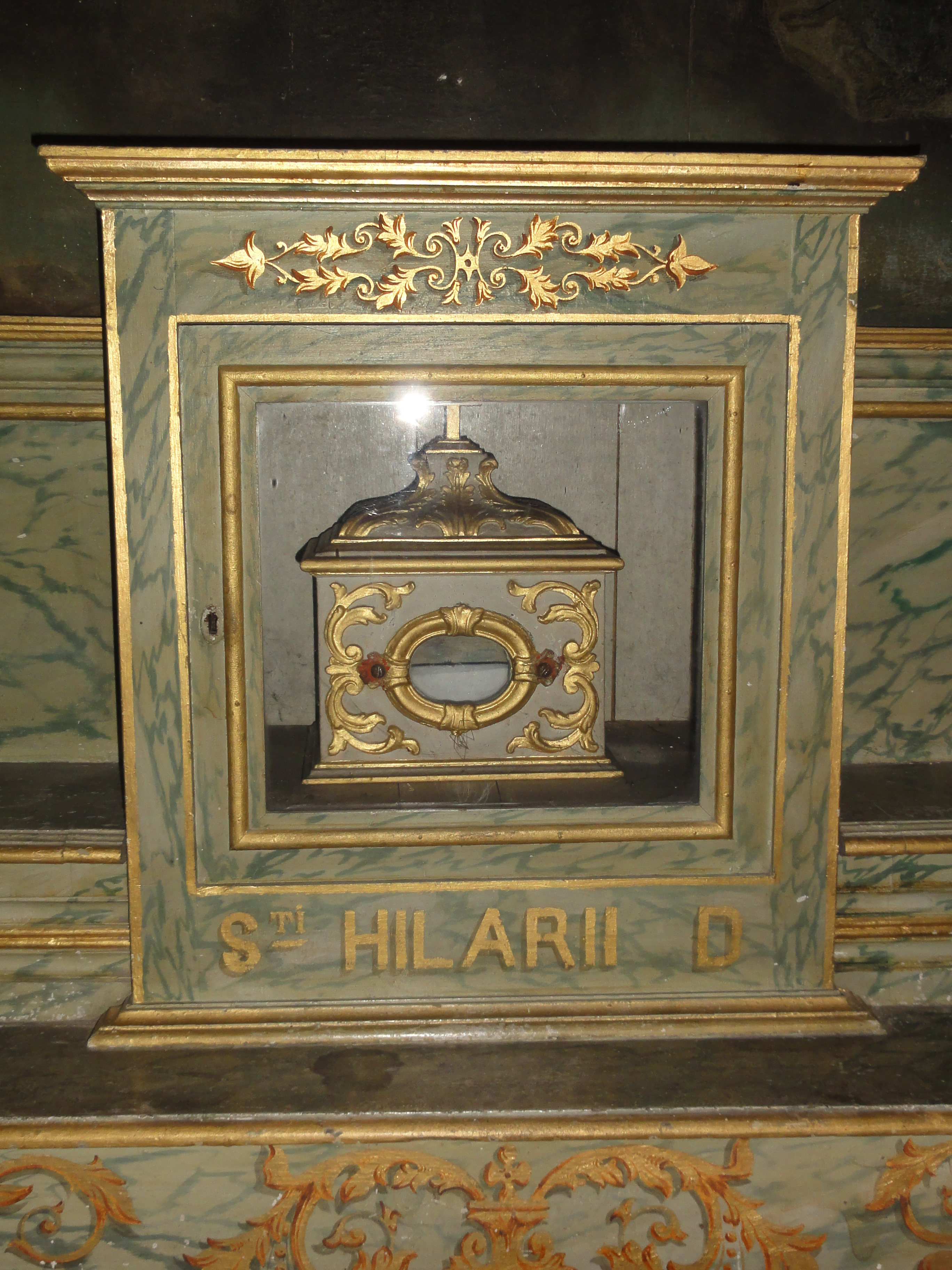
Reliquaire de saint Hilaire.
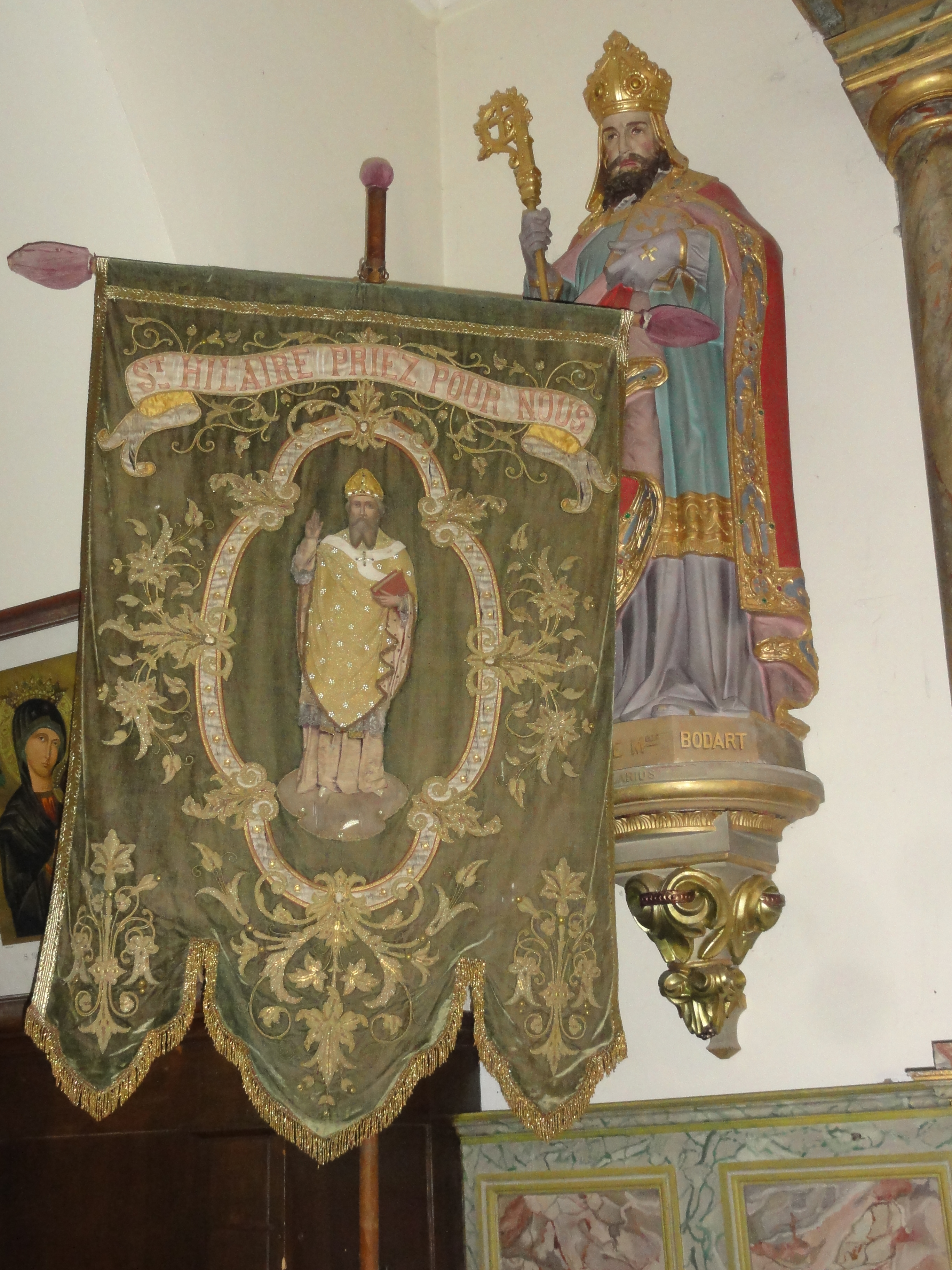
Statue et bannière de procession de saint Hilaire.
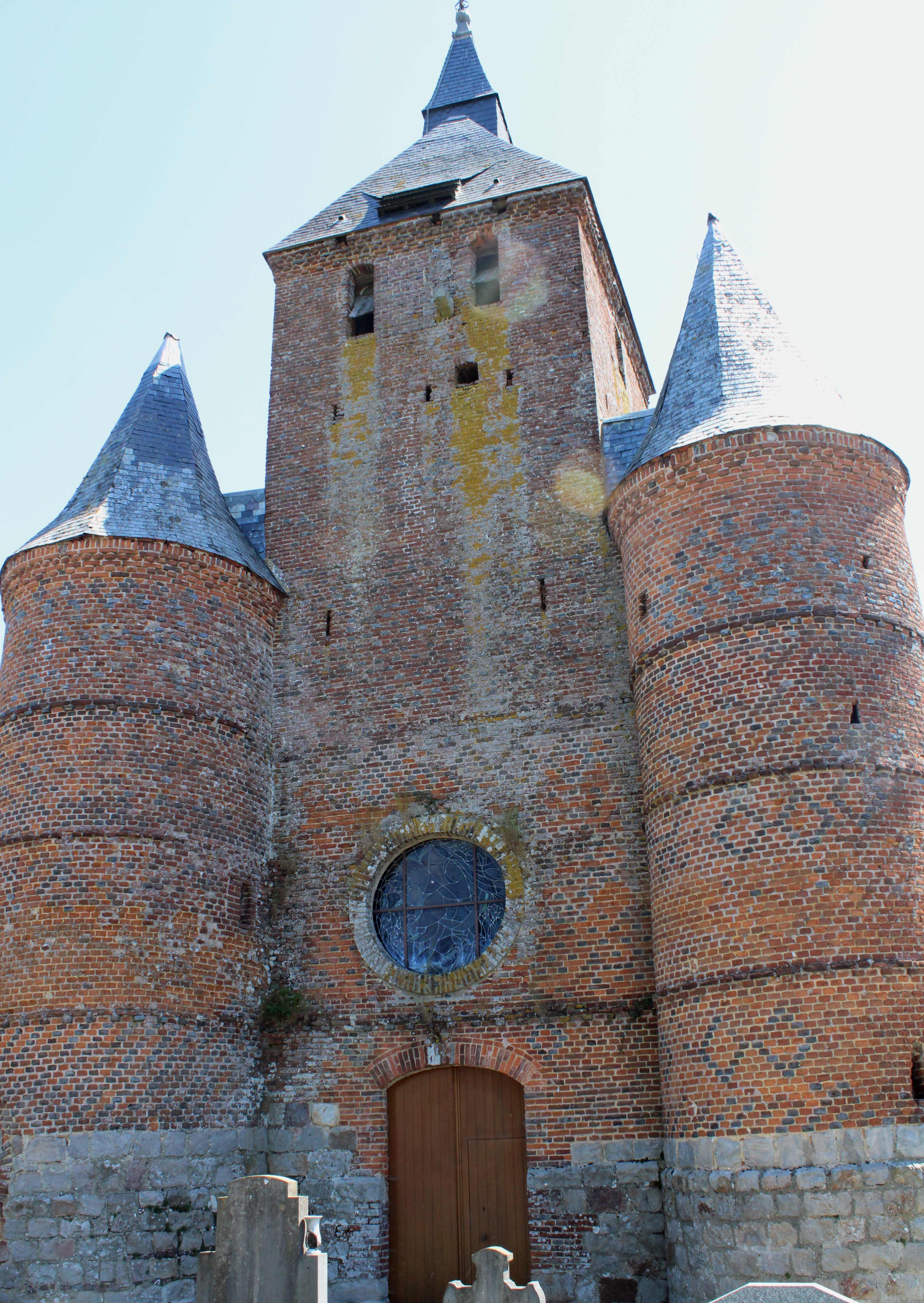
Le donjon surmonté de 2 pièces dont on voit les meurtrières.